# بوو! یک هالووین مدیایی
بوو! یک هالووین مدیایی (انگلیسی: Boo! A Madea Halloween) فیلمی در ژانر کمدی ترسناک به کارگردانی تایلر پری است که در سال ۲۰۱۶ منتشر شد. از بازیگران آن می‌توان به آندره هال و بلا تورن اشاره کرد.

## داستان
جاناتان ( یوسف عریقات )، برادران اسب( براک اوهورن )، کوئینتون ( آندره سالن )، باقلا پسر ( کیان لولی )، مایکی ( جی سی کیلن )، دینو (مایک ترناب)، شان ( جیمی تاترو )، ویلی (جوی ناپو)، تیفانی سیمونز ( وایت الماس ) و دوستانش راین ماتیسون ( بلا تورن )، لیا دورو ( لکسی پانترا) و آدی واکر ( لیزا کوشی ) را به یک مهمانی هالووین دعوت می کند. پدر تیفانی برایان ( تایلر پری ) او را از حضور در جلسه منع می کند و بعداً از چت ویدیویی نامرتب او به وحشت می افتد.
در آن شب، مادیا (پری) و عمه بام ( کاسی دیویس ) آب نبات را بین افراد حقه باز توزیع می کنند ، اگرچه بم از آنها آب نبات می دزدد. جو (پری) به عنوان یک دلقک لباس می پوشد تا زنان را بترساند و به عنوان همدست او دوست آنها هتی می لاو ( پاتیس لاولی ) . برایان ترتیبی می دهد که مادیا (که جو، عمه بام و هتی را با خود همراه می کند) در خانه او بماند تا از شرکت تیفانی در مهمانی تا دیر وقت کار جلوگیری کند و پسرش برایان جونیور "بی جی" (دی دوبویز) را به خانه دبرا می برد. اما بی میلی او از گذاشتن پایش و محکم بودن با دخترش، چهار بزرگتر را به وحشت می اندازد. تیفانی و آدی که هنوز تمایلی ندارد، برای اینکه پیرترها را مشغول کنند تا بتوانند مخفیانه بیرون بروند، داستان ارواح را ابداع می کنند.درباره مردی به نام آقای ویلسون که خانواده‌اش را کشت که باعث می‌شود بزرگسالان خرافاتی در اتاق‌خواب پنهان شوند.